# Lugnano in Teverina
Lugnano in Teverina är en ort och kommun i provinsen Terni i regionen Umbrien i Italien. Kommunen hade 1 434 invånare (2018).